# 김영미 (배우)
김영미(1982년 7월 14일 ~ )는 대한민국의 배우이다.

## 학력
- 성동글로벌경영고등학교
- 세종대학교 영화예술학과, 호텔경영학과 복수전공 졸업
- 세종대학교 일반대학원 호텔경영학과 졸업

## 연기 활동

### 드라마
- 1998년 : EBS1 청소년드라마 《내일》 ... 윤세인 역
- 1998년 : SBS 납량특집극 《휘파람 소리》 ... 귀신 역
- 1999년 : SBS 아침연속극 《지금은 사랑할 때》 ... 장명지 역
- 1999년 : SBS 주간시트콤 《LA아리랑》
- 1999년 : MBC 수목드라마 《우리가 정말 사랑했을까》 ... 고미선 역
- 1999년 : MBC 일일시트콤 《남자 셋 여자 셋》
- 1999년 : MBC 코미디드라마 《여자 대 여자》
- 1999년 : KBS1 아침드라마 《당신》
- 1999년 : KBS1 일일연속극 《해뜨고 달뜨고》 ... 지혁의 여동생 최지민 역
- 1999년 : SBS 일일시트콤  《순풍산부인과》
- 1999년 : MBC 수요시트콤 《아니 벌써》
- 1999년 : SBS 일요드라마 《카이스트》
- 2000년 : MBC 청춘시트콤 《가문의 영광》
- 2000년 : MBC 주간시트콤 《세 친구》
- 2000년 : MBC 수목드라마 《비밀》
- 2000년 : SBS 일일시트콤 《웬만해선 그들을 막을 수 없다》 ... 김영미 역
- 2001년 : SBS 드라마 스페셜 《피아노》 ... 장은지 역
- 2002년 : KBS2 일일드라마 《결혼합시다》 ... 배일남 역
- 2002년 : SBS 아침연속극 《얼음꽃》 ... 신난주 역
- 2002년 : MBC 추석특집드라마 《부엌데기》 ... 순실 역
- 2007년 : KBS 단막극 《사랑은 쉬지 않는다》 ... 옛사랑 역

### 영화
- 1999년 : 《내 마음의 풍금》 ... 숙직실 계집아이들 역
- 2000년 : 《인터뷰》 ... 무용수 여 역

## 광고
- 코카콜라
- 현대백화점 천호점 영라이브